# Lohmar
Lohmar è una città della Renania Settentrionale-Vestfalia, in Germania.
Appartiene al circondario (Kreis) del Reno-Sieg (targa SU).
Lohmar possiede lo status di "Media città di circondario" (Mittlere kreisangehörige Stadt).

## Storia
Il 1º gennaio 1991 il comune di Lohmar assunse lo status di città.